# Alcanivorax borkumensis
Alcanivorax borkumensis (лат.) — вид грамотрицательных, палочковидных бактерий рода Alcanivorax, типовой вид рода. Впервые выделена в акватории Северного моря и описана Якимовым, Голишиным, Лангом, Муром, Абрахамом, Люсдорфом и Тиммисом в 1998 году. Способна использовать углеводороды в качестве единственного источника углерода. Принимает участие в биоочистке морских экосистем от нефтяных загрязнений.

## Биологические свойства

### Морфология
Неподвижные, неспорообразующие грамотрицательные палочковидные бактерии размером 2—3 × 0,4—0,7 мкм. Не образуют капсул и жгутиков, клетки чувствительны к осмотическому шоку. Зёрна, которые можно увидеть в клетках на электронно-микроскопических снимках, являются гранулами полифосфата. Клетки становятся короче (1—1,5 мкм) в присутствии н-алканов в питательной среде.

### Культуральные свойства
Хемоорганогетеротроф, аэроб. Оптимальная температура роста 20—30 °C. Галофил, оптимальная концентрация хлорида натрия в среде 3—10 %, максимальная 12,5 %, рост в осмотически эквивалентной среде в отсутствии ионов натрия невозможен. Оксидазоположителен, образуют каталазу, восстанавливает нитраты до нитритов. Использует углеводороды (например, н-гексадекан) в качестве единственного источника углерода, не способен использовать углеводы (глюкозу, лактозу, фруктозу, сахарозу и т. д.) в качестве источника углерода. Способны утилизировать формиат, ацетат, пропионат, метилпируват и α-кетоглутарат. Продуцируют внеклеточные глюколипиды, обладающие поверхностно-активными свойствами.

### Геном
Геном Alcanivorax borkumensis штамма SK2 представлен кольцевой двуцепочечной молекулой ДНК размером 3120143 п.н. и содержит 2806 генов, из которых 2755 кодируют белки, процент % Г+Ц пар составляет 54 %. Особенностями генома Alcanivorax borkumensis является сильная упрощённость, малочисленность мобильных генетических элементов и генов, ответственных за продукцию энергии, большое количество генов, ответственных за деградацию углеводородов, образование детергентов, облегчающих эмульгирование углеводородов в морской воде, образование биоплёнок на поверхности капель нефти, что связано с специфическим приспособлениям к биодеградации углеводородов. При росте на пирувате и гексадекане отмечается изменение уровня экспрессии 97 мембранных и цитоплазматических белков, предположительно относящихся к 46 оперонным структурам. Также для Alcanivorax borkumensis характерен альтернативный путь биосинтеза триацилглицеролов.

## Значение

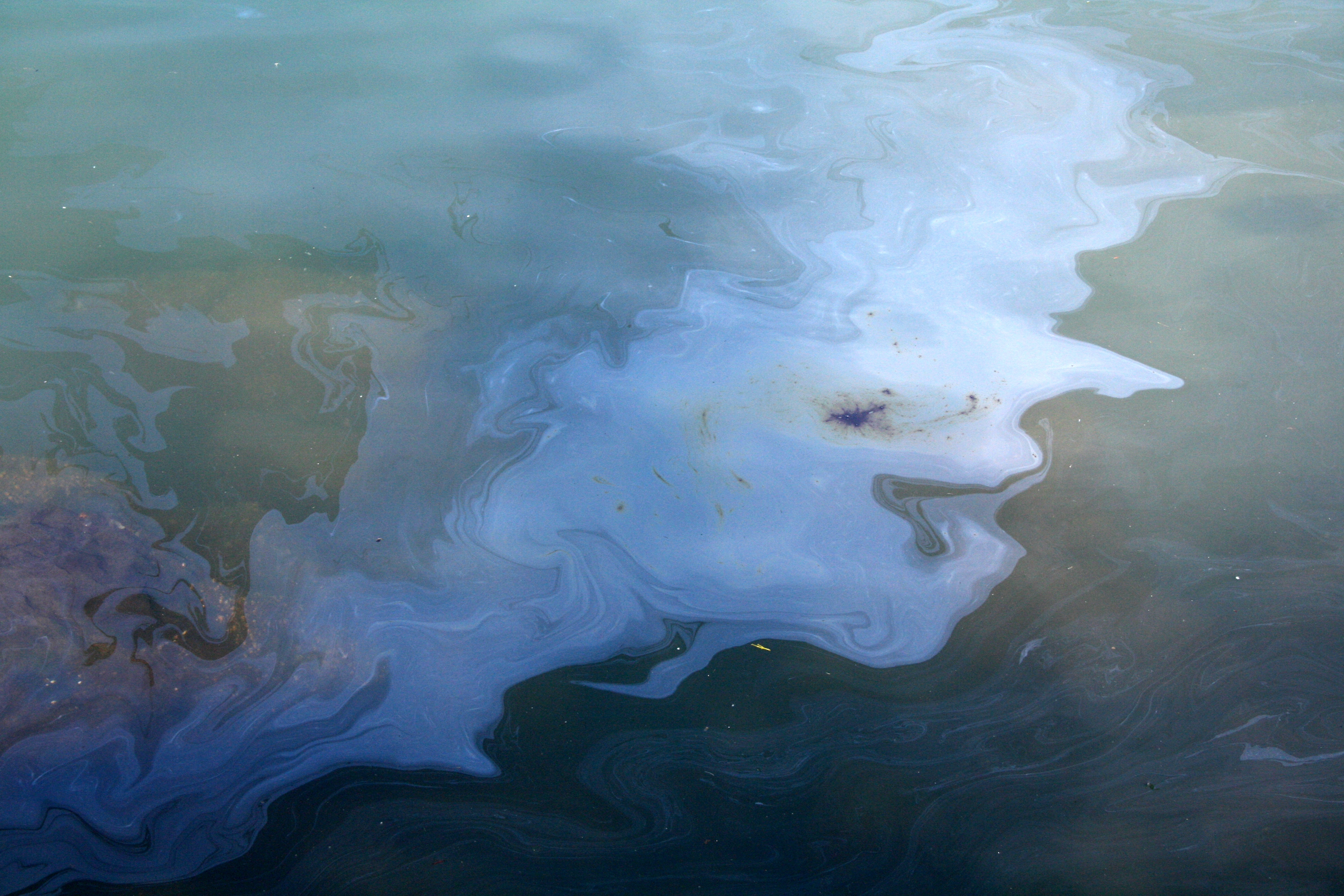
Нефтяное пятно в заливе Сан-Франциско

Alcanivorax borkumensis является доминирующим микроорганизмом нефтяных загрязнений в присутствии доступных источников фосфора и азота, осуществляя биодеградацию углеводородов. Таким образом, представители рода Alcanivorax принимают важное значение в биоочистке нефтяных загрязнений морских экосистем. Также представляют интерес внеклеточные глюколипиды Alcanivorax borkumensis, имеющие свойства детергента и способные к эмульгации нефти, разрушая нефтяные пятна. Разрабатываются генно-инженерные подходы использования внеклеточных полигидроксиалконатов Alcanivorax borkumensis .